# ABC-modellen
För ABC-modellen inom bebyggelseplanering, se ABC-stad.
ABC-modellen är en modell över hur olika organ utvecklas hos blomman. I modellen antas blommans utveckling styras av tre grupper av gener, som kallas A, B och C. Alla blommande växter har i princip samma uppbyggnad; ytterst består blomman av en krans sterila gröna foderblad, innanför foderbladen finns en krans sterila färgglada kronblad. Innanför dessa kransar finns ännu en krans som denna består av ståndare, och i mitten av denna krans finner man pistillen. ABC-modellen förklarar hur identiteten på blommans alla organ regleras på molekylärnivå. De tre olika generna i blomman; A,B och C, bestämmer tillsammans identiteten på blommans organ. Gen A kodar för blommans foderblad, gen A+B kodar tillsammans för blommans kronblad, gen B+C kodar tillsammans för blommans ståndare och gen C kodar för blommans pistill. Om det sker en mutation i växten och en av dessa gener saknas så kommer det alltså vara ett eller två organ som inte kan bildas. Om till exempel gen A saknas så bildas inga foderblad eller kronblad, då gen A är med och bestämmer identiteten på just dessa organ.  Modellen utvecklades av E. Coen och E. Meyerowitz efter att de arbetat och undersökt blomman Arabidopsis thaliana, mer känd som backtrav. De studerade då blommor där organidentiteten blommans kransar såg annorlunda ut jämfört med vildtypsblommorna av samma sort. De blommor de studerade kunde till exempel ha en uppsättning med två kransar kronblad och två inre kransar bestående av pistill-liknande organ, istället för den vanliga uppsättningen av foderblad, kronblad, ståndare och pistill.